# Bérurier Noir
Bérurier Noir és un grup de música punk francès. La banda es va formar a París el 1983 per el cantant Laurent «Loran» Katrakazos i el guitarrista «Fanfan» François Guillemot. El grup no té bateria però utilitza una caixa de ritmes (anomenada «Dédé», una Electro-Harmonix DRM-16). El grup es va dissoldre el 1989 després de tres concerts de comiat a l'Olympia (9, 10 i 11 de novembre) però es va reformar temporalment entre 2003 i 2006.
Es van anomenar «Bérurier» pel personatge de les novel·les de Frédéric Dard i desprès noir com a senyal de dol després de la sortida d'un dels membres del grup inicial.

## Història
Els anys 1983 i 1984 el grup va fer concerts en sales, cases okupes, al carrer o al metro de París. Els seus primers discos van ser autoproduïts per petits segells discogràfics punk que començaven al mateix temps que ells com VISA i Bondage Records.
L'any 1987 van participar en un concert organitzat a París per SOS Racisme, una associació francesa creada l'any 1984 l'objectiu de la qual és la lluita contra el racisme, l'antisemitisme i, en general, totes les formes de discriminació. El 3 de març de 1988 van organitzar un concert davant de 6.800 persones a la sala de concerts parisenca Zénith.
El 4 de desembre de 2003, després de 14 anys de separació, el grup va fer un concert a les Transmusicales, un festival internacional de música creat el 1979 a Rennes, amb motiu del 25è aniversari d'aquest festival que els havia programat l'any 1986.

## Discografia

### Àlbums d'estudi
- 1984: Macadam massacre
- 1985: Concerto pour détraqués
- 1987: Abracadaboum
- 1989: Souvent fauché, toujours marteau
- 2006: Invisible

### Àlbums en directe
- 1983: Meilleurs extraits des deux concerts à Paris (K7 des primers concerts de 1983)
- 1990: Viva Bertaga (doble LP del concert de comiat l'Olympia)
- 1995: Carnaval des agités
- 1998: La Bataille de Pali-Kao (concerts de 1983 et 1984)
- 2003: Même pas mort (2 DVD + CD amb cançons inèdites)
- 2005: L'Opéra des loups + Chants des meutes

### Recopilatoris
1999: Enfoncez l'clown